# Operation RI
Buna-Gona –
Kokoda –
Isurava –
Eora Creek I –
Mission Ridge/Brigade Hill –
Ioribaiwa –
Eora Creek II –
Oivi–Gorari –
Buna-Gona-Sanananda
1942

Rabaul –
1. Salamaua-Lae –
Operation N –
Operation MO –
Korallenmeer –
Buna-Gona –
Kokoda Track –
Milne-Bucht –
Goodenough –
Buna-Gona-Sanananda –
Operation Lilliput 
1943

Wau –
Bismarcksee –
I –
2. Salamaua-Lae –
Chronicle –
Finisterre –
Cartwheel –
Bougainville –
Huon –
Neubritannien –
Bombardierung von Rabaul 
1944–1945

Admiralitätsinseln –
Emirau –
Take Ichi Konvoi –
Reckless –
Persecution –
Wakde-Sarmi –
Biak –
Noemfoor –
Driniumor –
Sansapor –
Morotai –
Aitape–Wewak
Die Operation RI (japanisch リ号作戦 Ri-gō sakusen) war die Eroberung des Gebiets um Buna und Gona im Territorium Papua durch die Japaner im Juli 1942 im Pazifikkrieg während des Zweiten Weltkriegs.

## Vorgeschichte
Schon seit 1938 hatte der Generalstab der japanischen Marine die Einnahme von Port Moresby an der Südostküste Neuguineas innerhalb der Planung zum Aufbau der Großostasiatischen Wohlstandssphäre als einen wichtigen Schritt vorgesehen. Zum Ausbau ihrer Luftüberlegenheit plante die japanische Armee dort ein Flugfeld zu errichten. Dieser Vorposten hätte es ihnen erlaubt, Australien zu bedrohen und weiter in den Südostpazifik vorzudringen (→ Operation MO). Diese Operation schlug fehl, unter anderem bedingt durch die Schlacht im Korallenmeer.

## Planung
Am 8. Juni 1942 wurden die Stabsoffiziere der 17. Armee in Fukuoka heimlich durch den Stabsoffizier Imoto über den Rückschlag bei der Midway-Operation und die Verschiebung der FS-Operation informiert.
Die Operation FS war ein strategischer Plan, die Insel Neukaledonien sowie die Inselgruppen der Neuen Hebriden, Fidschi und Samoa auf den Seekommunikationslinien zwischen den USA einerseits und Australien und Neuseeland andererseits einzunehmen.
Anschließend gab Imoto die Absichten des kaiserlichen Hauptquartiers weiter. Nach den neuesten Erkenntnissen der Marine wäre der strategische Verlauf eines Überlandangriffs auf Port Moresby möglich. Die 17. Armee unter Generalleutnant Hyakutake Seikichi sollte die Zeit nutzen, während die FS-Operation verschoben wird, um Informationen über die Machbarkeit dieser Strategie zu sammeln. Einige Tage darauf zeigte Prinz Takeda in Davao dem Stab der 17. Armee den Bericht eines englischen Forschers, der einen Weg nach Port Moresby beschrieb. Er umriss die Studie zur Operation RI am 13. Juni wie folgt:
- Eine Gelegenheit zur Vorbereitung ergab sich aus der Verschiebung der Ausführung der F- und MO-Operationen.
- Detaillierte Untersuchungen und Vorbereitungen für einen Überlandangriff auf Port Moresby werden aufgrund der Schwierigkeiten beim Angriff über den Seeweg durchgeführt[1].

Als Ergebnis dieser Studie ergab sich die Einnahme von Buna und Gona als Ausgangspunkt des Weges, der von Buna über Kokoda und dann über das Owen-Stanley-Gebirge nach Port Moresby führt (→ Kokoda Track).
In Truk wurde am 4. Juli zwischen der 17. Armee und der 4. Flotte unter Admiral Inoue Shigeyoshi eine Einigung über die Strategie der RI-Operationsstudie erzielt.

### Bildung der Yokoyama Advance Party
Die Hauptstärke des 15. Unabhängigen Pionierregiments, des 1. Bataillons des 144. Infanterieregiments, und die 1. Kompanie, des 1. Bataillons des 55. Gebirgsartillerie-Regiments wurden vom Kommandanten der Südseestreitkräfte Horii Tomitarō der Vorhut zur Landung bei Buna und Gona zugeteilt. Diese sogenannte Yokoyama Advance Party wurde von Oberst Yosuke Yokoyama vom 15. Unabhängigen Pionierregiment kommandiert.
Die beiden größten Probleme, mit denen die Südseestreitkräfte beim Transport der Vorhut zu kämpfen hatten, waren Nachschubprobleme und die Luftunterstützung. Letztere konnte durch die 25. Luftflotte nicht ausreichend gewährleistet werden. Für den Nachschub mussten Änderungen an Organisation und Ausrüstung vorgenommen werden.  Die Gebirgsartillerie hatte kaum eine Kanone zur Verfügung und war zur Gewichtsreduzierung des Transports auf 200 Schuss beschränkt, die von einzelnen Soldaten in Rucksäcken getragen werden mussten.
Der Kommandeur der Südseestreitkräfte erteilte am 14. Juli der Yokoyama Advance Party die neuen Befehle. Diese machten der Vorhut klar, dass sie nicht nur die Vorabroute nach Port Moresby untersuchen, sondern auch Teilvorbereitungen im Hinblick auf die Operationen der Hauptstärke der Streitkräfte durchführen sollte.
Als Hauptlandungseinheit wurde für Buna die Sasebo Speziallandungseinheit der Marine zugeteilt.

## Landungsvorbereitung
Unter dem Kommando von Konteradmiral Matsuyama Mitsuharu bestiegen die Invasionstruppe der Yokoyama Advance Party und die Sasebo Landungseinheiten die Transporter Ryōyō Maru, Ayatosan Maru und Kinryu Maru.
Von Rabaul lief um 20:00 Uhr am 20. Juli 1942 der japanische Schiffsverband mit den drei Transportschiffen zur Landung bei Buna und Gona aus. Das 18. Kreuzergeschwader mit den beiden Leichten Kreuzern Tenryū und Tatsuta, den Zerstörern Asanagi, Uzuki und Yūzuki, dem Minenleger Tsugaru, sowie einem U-Jagdboot und anderen leichten Einheiten übernahm die Deckung.
Der Konvoi fuhr südwestlich entlang der Seefahrtslinie südlich von Neubritannien, ohne direkt auf feindliche Flugzeuge oder U-Boote zu stoßen.

## Die Landungen bei Buna und Gona
Die Marinelandungseinheiten wurden am 21. Juli um 17.30 Uhr und die Yokoyama Advance Party um 19.00 Uhr in Gona, 5 Kilometer nordwestlich von Buna erfolgreich an Land gebracht. Es gab keinen Widerstand an den Landungsstränden.

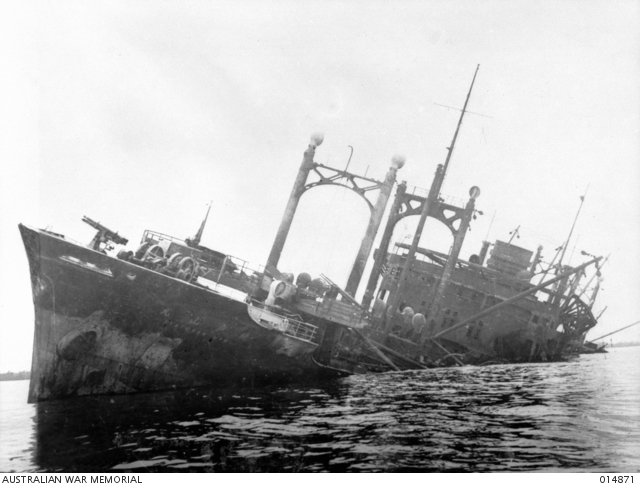
Wrack der Ayatosan Maru

Ab 6 Uhr morgens am Folgetag griffen ungefähr hundert alliierte Flugzeuge den Ankerplatz in sechs oder sieben Wellen an. B-17 und B-26 Bomber der Fifth Air Force trafen die Ayatosan Maru gegen 7.10 Uhr und setzten sie in Brand, der aber vorerst gelöscht werden konnte. Der Zerstörer Uzuki wurde bei der Unterstützung der Ayatosan Maru leicht beschädigt und musste zur Basis in Rabaul zurückkehren. Nach weiteren Bombardierungen sank die Ayatosan Maru auf einem Korallenriff.
Die einzige alliierte Einheit an Land in der Region war ein Zug des papuanischen Bataillons mit einheimischen Soldaten unter dem australischen Offizier Leutnant John Chalk. Sie meldeten die Ankunft der Japaner am 22. Juli. In der folgenden Nacht überfielen Chalk und seine 40-köpfige Einheit japanische Streitkräfte von einem Hügel mit Blick auf die Straße zwischen Gona und Sangara und zogen sich dann in den Dschungel zurück.
Am 26. und 29. bis 30. Juni verlegen die Japaner weitere Einheiten nach Buna, darunter den Zerstörer Yūnagi. Der Transport Kotoku Maru wurde am 29. Juli versenkt. Die meisten mit ihm angelandeten japanischen Soldaten konnten aber an Land gelangen. Am 31. Juli musste ein dritter Transporter nach Rabaul zurückkehren, und ein ganzer Konvoi mit dem Minenleger Tsugaru und einigen U-Boot-Jägern, die einen Frachter eskortierten, musste ebenfalls umkehren, da er von alliierten Flugzeugen angegriffen wurde.
Nachdem ein weiterer Konvoi mit drei Transportern und als Deckung der Leichte Kreuzer Tatsuta und die Zerstörer Uzuki und Yūzuki Rabaul am 5. August in Richtung Buna verließ, wurde er zwei Tage später zurück kommandiert, da die Nachricht von der alliierten Landung auf Guadalcanal die Befehlshaber erreicht hatte.

## Folgen
Auch die Alliierten waren sich der Bedeutung von Buna und dem Kokoda Track bewusst. Am 10. Juli war eine kleine Aufklärungseinheit der Australier und Amerikaner über Buna geflogen, um nach geeigneten Standorten für Flugplätze zu suchen. Am 15. Juli waren Pläne für die Operation Providence, die alliierte Besetzung von Buna, ausgearbeitet worden. Es war geplant die erste von vier Wellen alliierter Truppen am 31. Juli nach Buna zu entsenden.
Nachdem die Japaner den Alliierten zuvorgekommen waren, befahl der alliierte Oberbefehlshaber im Südwestpazifik, General MacArthur, dem australischen Befehlshaber in Port Moresby, General Basil Morris, Verstärkung nach Kokoda zu schicken. In der Folge entbrannte die Schlacht um den Kokoda-Track.